# فريدريك ستافورد
فريدريك ستافورد (بالألمانية: Frederick Stafford)‏ هو ممثل نمساوي، ولد في 11 مارس 1928 بتشيكوسلوفاكيا، وتوفي في 28 يوليو 1979 في سويسرا.

## أعمال

### أفلام
- (1969) توباز
- (2011) وهلأ لوين؟[5]

## وصلات خارجية
- فريدريك ستافورد على موقع IMDb (الإنجليزية)
- فريدريك ستافورد على موقع ألو سيني (الفرنسية)
- فريدريك ستافورد على موقع أول موفي (الإنجليزية)
- فريدريك ستافورد على موقع قاعدة بيانات الأفلام السويدية (السويدية)
- فريدريك ستافورد على موقع قاعدة بيانات الفيلم (الإنجليزية)
- فريدريك ستافورد على موقع كينوبويسك (الروسية)